# Іпатенко Ольга Микитівна
Ольга Микитівна Іпатенко (нар.. 8 жовтня 1925 рік, село Кам'яні Потоки — пом.. 12 січня 2010 рік, Кременчук, Полтавська область) — передовиця виробництва, бригадир малярів тресту «Кременчугпромжитлбуд» Міністерства промислового будівництва СРСР у Полтавській області Української РСР. Герой Соціалістичної Праці (5.04.1971). Почесний громадянин Кременчука.

## Біографія
Народилася Ольга Іпатенко 8 жовтня 1925 року в селянській родині в селі Кам'яні Потоки. Закінчила семирічну школу в рідному селі. В 1940 році вступила на навчання до Кременчуцького залізничного технікуму. Під час німецької окупації була вивезена на примусові роботи до Австрії. Після звільнення працювала в одній з військових частин у радянській зоні окупації.
У 1948 році повернулася на батьківщину і почала працювати різноробом у будівельно-монтажному управлінні Крюківського вагонобудівного заводу в Кременчуці. Пізніше працювала маляром і штукатуром. Була призначена бригадиром мулярів. З 1959 року працювала бригадиром малярів у відділенні «Опорядбуд» будівельного тресту «Кременчугпромжитлбуд». Очолювала бригаду до виходу на пенсію. Бригада Ольги Іпатенко працювала на зведенні різних виробничих і соціальних об'єктів у Кременчуці. У 1971 році удостоєна звання Героя Соціалістичної Праці «за видатні успіхи з дострокового виконання завдань п'ятирічного плану по будівництву і введенню в дію виробничих потужностей, житлових будинків і об'єктів культурно-побутового призначення».
Обиралася делегатом XXV з'їзду Компартії України.
У 1980 році вийшла на пенсію. Проживала у Кременчуці, де померла у 2010 році.

## Нагороди
- Герой Соціалістичної Праці — указом Президії Верховної Ради СРСР від 5 квітня 1971 року
- Орден Леніна (5.04.1971)
- Орден Трудового Червоного Прапора (1967)
- Орден «Знак Пошани» (1970)
- Почесний громадянин міста Кременчук — за багаторічну результативну роботу в будівництві (14.11.1986)[1]